# Galenstock
Le Galenstock est un sommet des Alpes uranaises, en Suisse. Il culmine à 3 586 m d'altitude.

## Géographie
Le Galenstock est situé entre les cantons du Valais et d'Uri, à l'est du glacier du Rhône.

## Ascensions
- 1845 - Première ascension par Édouard Desor Sr, Édouard Desor Jr et Daniel Dollfus-Ausset, avec les guides H. Währen, M. Bannholzer, P. Brigger et H. Jaun, le 18 août
- 1921 - Face est par Hans Lauper